# Daria Bucur
Daria Bucur (n. 11 iulie 1999, în Constanța) este o handbalistă română care joacă pentru echipa SCM Gloria Buzău pe postul de intermediar dreapta. Bucur este și componentă a echipei naționale pentru tineret a României.

## Biografie
Daria Bucur a început să joace handbal la Clubul Sportiv Școlar 1 din Constanța, iar în vara anului 2014 a ajuns la echipa de junioare a Coronei Brașov. În 2015, handbalista a fost promovată și la echipa de senioare a clubului brașovean, primind minute de joc în anumite meciuri, iar în septembrie 2017 a semnat cu Corona primul său contract de profesionistă, pentru o durată de 5 ani. În 2017, Bucur a câștigat medalia de argint în campionatul național de junioare I.
În 2015, Bucur a fost convocată la echipa U17 a României pentru a participa la ediția din acel an a FOTE și la Campionatul European din Macedonia, unde România a ocupat locul patru. În 2016, ea a făcut parte din echipa U18 a României la Campionatul Mondial din Slovacia, iar în 2018 a făcut parte din echipa U20 la Campionatul Mondial din Ungaria.
La Trofeul Carpați ediția 2016, a fost, pentru prima oară, convocată la echipa de senioare a României, făcând parte din reprezentativa B.
În septembrie 2019, Bucur a debutat într-un meci oficial la selecționata de senioare a României, înfruntarea cu Ucraina contând pentru preliminariile EURO 2020.
În 2020, Bucur s-a transferat la SCM Râmnicu Vâlcea. La sfârșitul sezonului 2022-2023, ea s-a transferat la SCM Gloria Buzău.

## Palmares
- Liga Campionilor:
  - Optimi de finală: 2021

- Liga Europeană:
  - Sfertfinalistă: 2022, 2023

- Cupa EHF:
  - Turul 3: 2020

- Liga Națională:
  -  Medalie de bronz: 2021, 2022

- Cupa României:
  -  Finalistă: 2022

- Campionatul național de junioare I::
  -  Medalie de argint: 2017

- Campionatul European U17
  - Locul IV: 2015